# 잠자리
잠자리는 잠자리목(Odonata)에 속하는 곤충의 총칭으로, 유충은 수채(水蠆)라 부른다. 유충은 물에서 살다가 밖으로 나와서 생활한다. 잠자리목은 잠자리아목(불균시아목)과 실잠자리아목(균시아목)으로 나뉜다. 불균시아목은 잠자리목 중에서 앞 뒤의 날개 모양이 다른 것 때문에 붙여진 이름이다. 균시아목의 실잠자리는 앞 뒤 날개의 모양이 같고 앉아 있을 때 날개를 접거나 반쯤 펼쳐서 쉽게 구분이 된다. 2007년에는, 5,700여 종이 전 세계적으로 서식하고 있으며 한국에서는 125종이 서식한다.

## 특징
몸이 길고 두 쌍의 큰 날개 가지며, 머리 부분에는 매우 큰 겹눈과 큰 턱 및 가는 털 모양의 촉각이 있다. 겹눈은 잘 발달했고 크고 반구처럼 부풀었으며 2쌍의 날개가 있다. 종류는 2만 8000개에 달하는 것도 있으며, 홑눈은 정수리에 3개가 있다. 구기(입틀)는 씹어먹는 데 알맞게 발달했으며 큰턱은 튼튼하고 약간의 날카로운 이빨 모양 돌기를 가지고 있다. 목은 가늘며 머리를 회전시킬 수 있다. 머리는 크고 뒤쪽이 오목하다.

### 날개

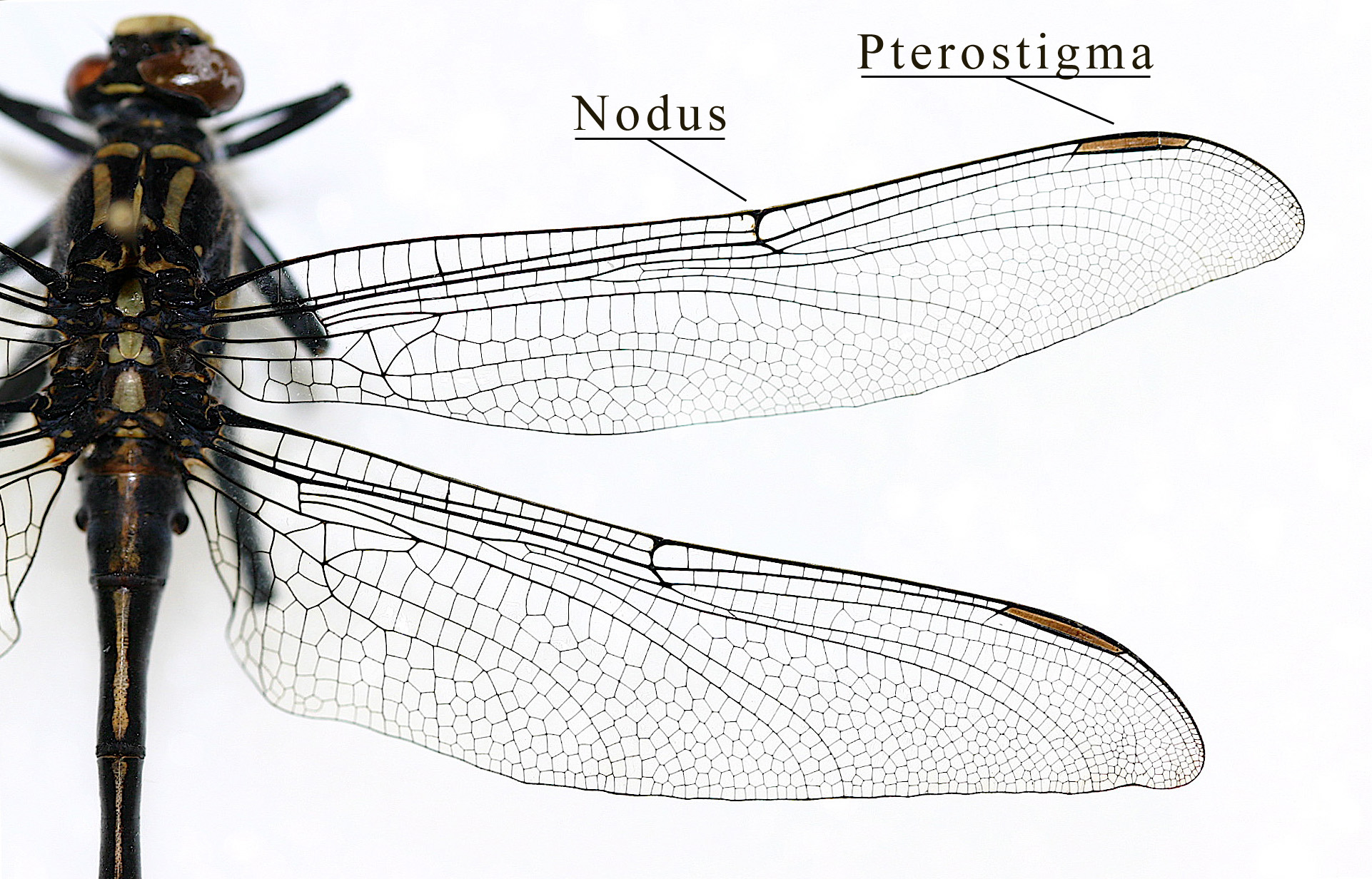
잠자리의 날개

잠자리는 두 쌍의 날개를 달고 있다. 날개는 그물처럼 얽힌 시맥과 투명한 얇은 시막으로 되어 있으며 매우 가볍다. 앞 날개와 뒷 날개는 모양이 다르며 날개를 접지 못한다. 잠자리의 날개는 잠자리 몸무게의 10배에 이르는 물체를 들어올릴 정도로 효율적이지만, 회전할 때 앞뒤 날개가 충돌할 수 있는 단점도 존재한다.

## 한살이
잠자리는 짝짓기를 마친 후 물 속이나 물가 근처 식물에 알을 낳는다. 알을 낳을 땐 꽁무니를 물 속에 넣었다 뺐다 하는 방식으로 알을 낳는다. 알에서 깨어난 잠자리 유충(수채,학배기)은 물속에서 아가미를 사용해서 숨을 쉬는데, 이때 물잠자리 또는 실잠자리류 유충은 기관아가미를 이용하여 호흡하고 왕잠자리나 잠자리류는 배에 있는 부속기로 호흡한다. (부속기들로 공기를 들이마시고 내뿜은 원리)그러나 강한 아래턱을 쏘아 올챙이, 물고기를 사냥하여 잡아먹고 자라난 후 물 밖으로 나와 탈피하여 성충이 된다.(불완전변태) 성충이 된 잠자리는 각다귀, 멸구, 끝검은매미충, 모기, 파리 등의 작은 곤충들을 가시가 많아 덫처럼 사용할 수 있는 다리로 사냥하여 잡아먹는데, 동족끼리 잡아먹기도 한다. 짝짓기후 얼마 안 가 죽고, 천적으로는 거미, 때까치, 직박구리, 동족, 인간,사마귀 등이 있으며, 물에 빠져서 소금쟁이들에게 잡아먹히기도 한다. 수채 시절에는 허물을 벗는데, 수채 시절에 벗은 허물은 물방개가 모조리 먹어치운다.

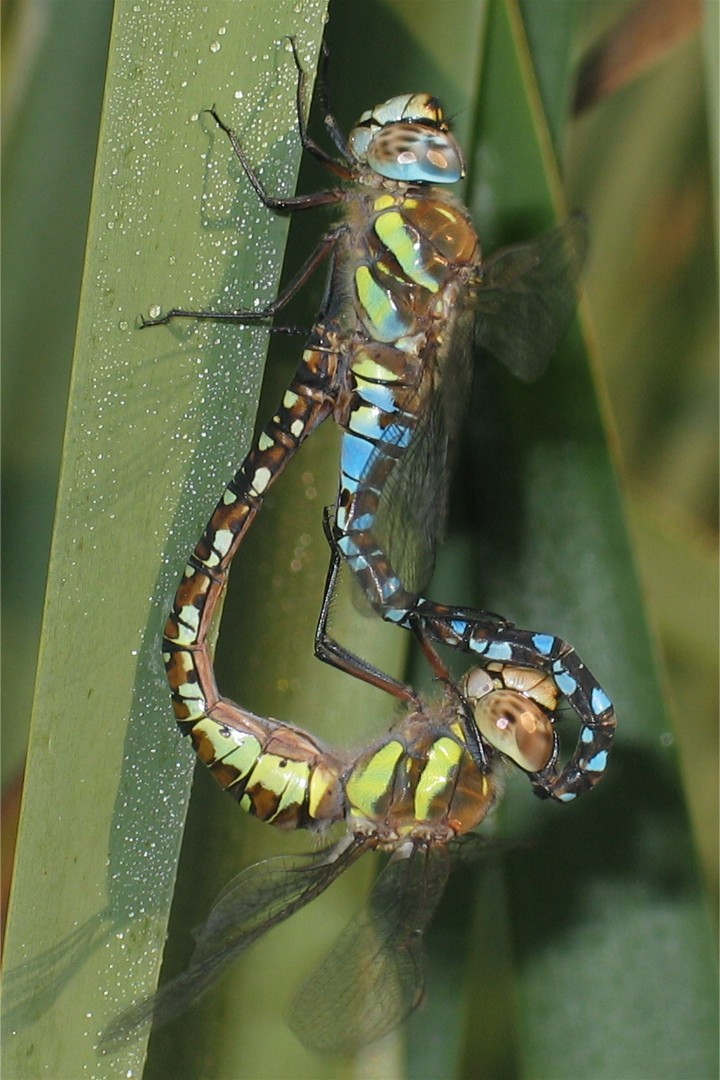
짝짓기 하는 애별박이왕잠자리
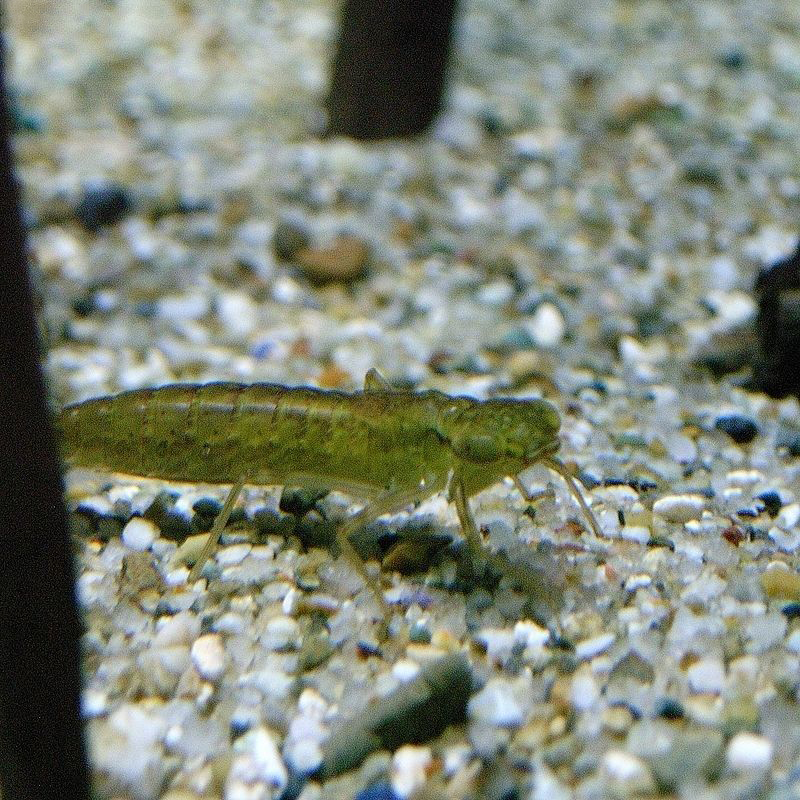
왕잠자리류 유충
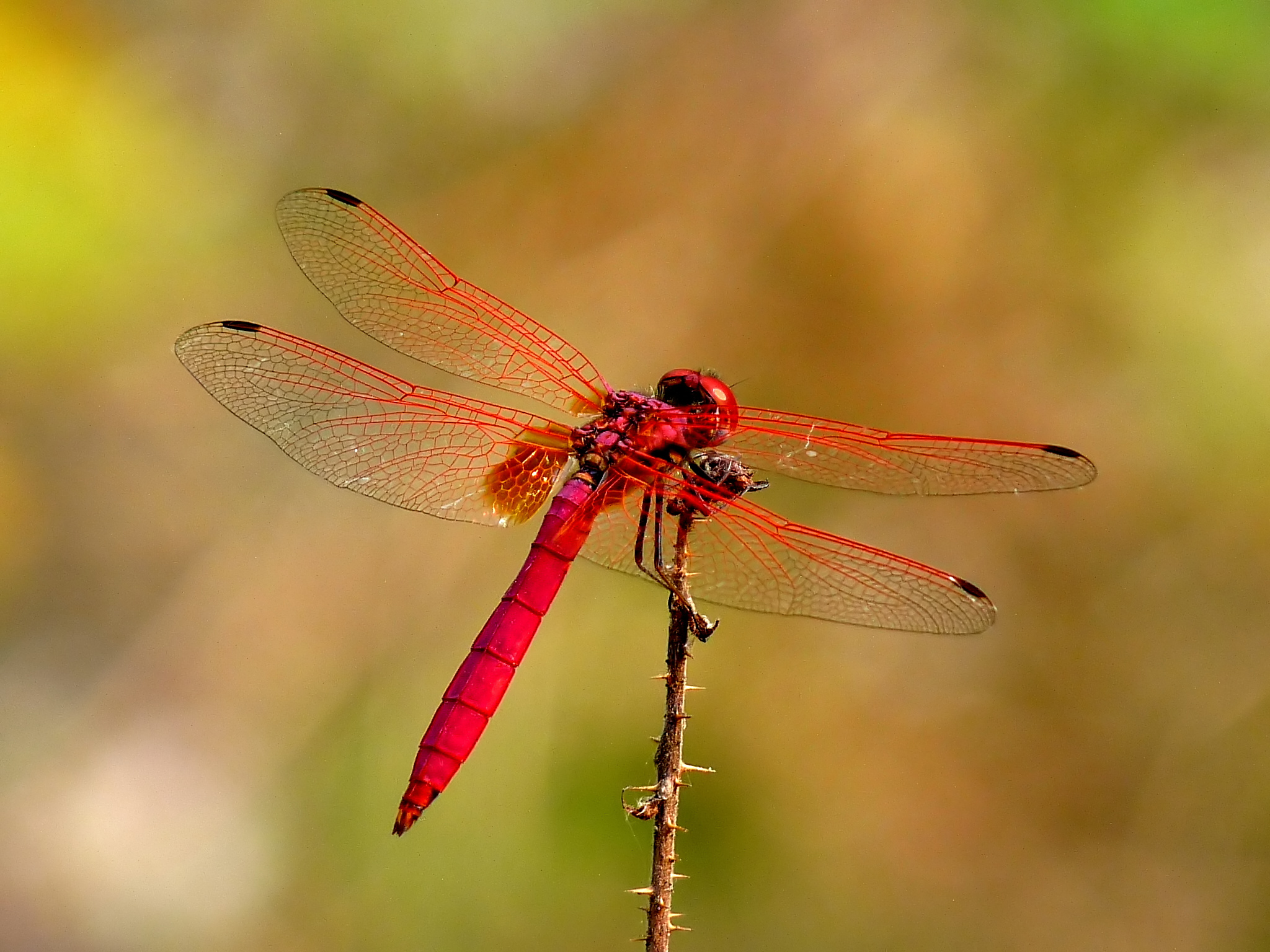
고추 잠자리
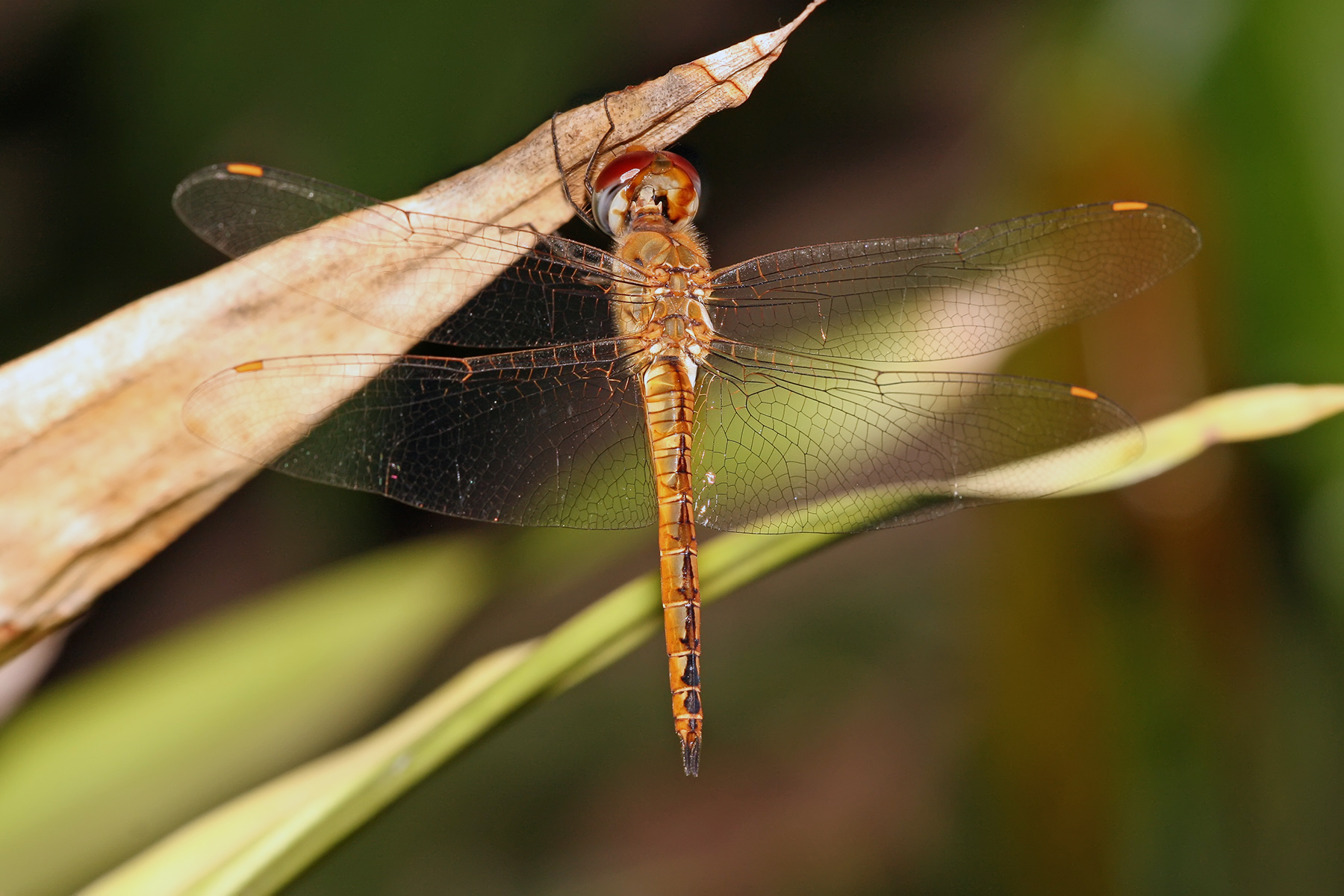
된장잠자리
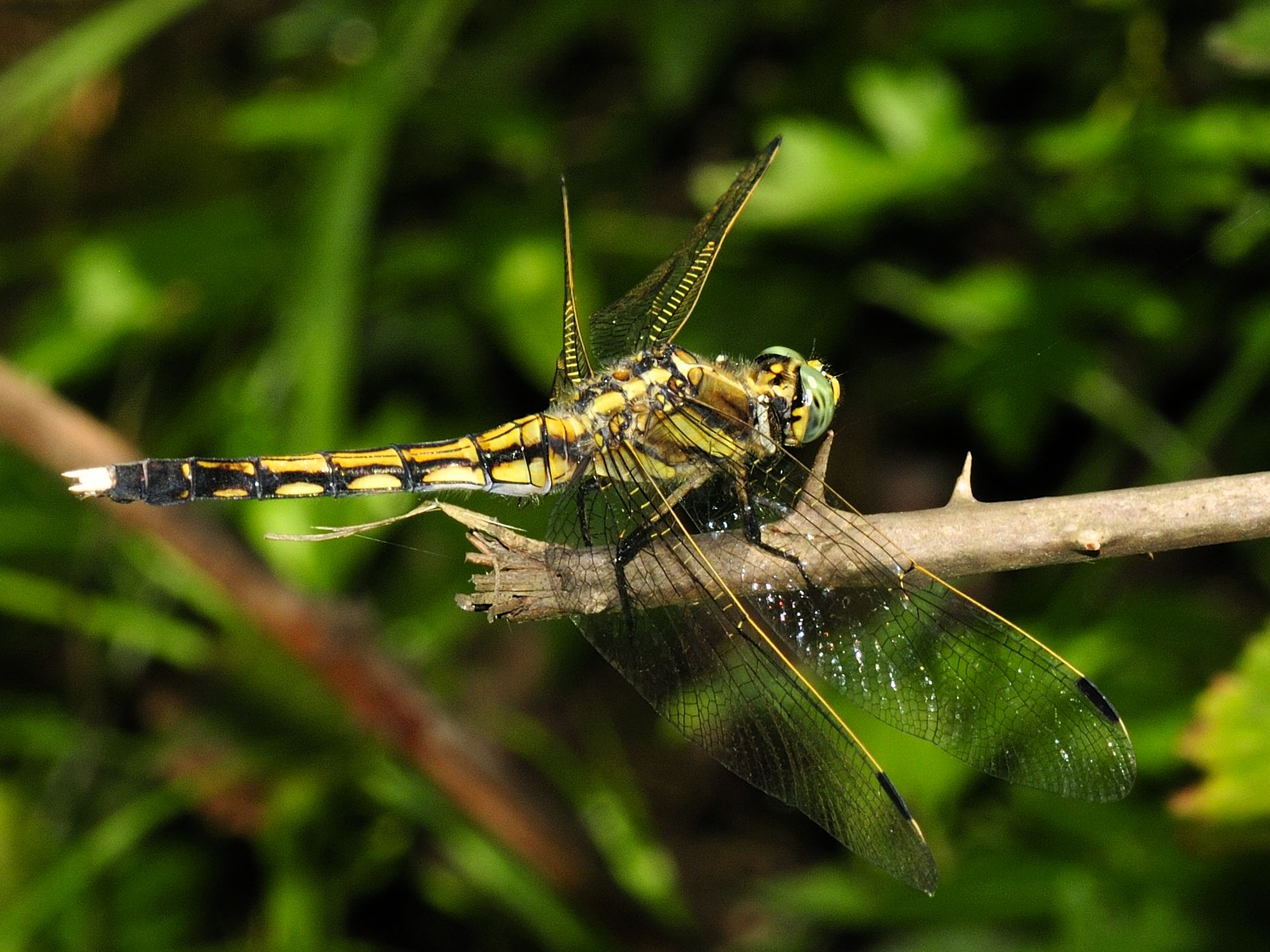
밀잠자리
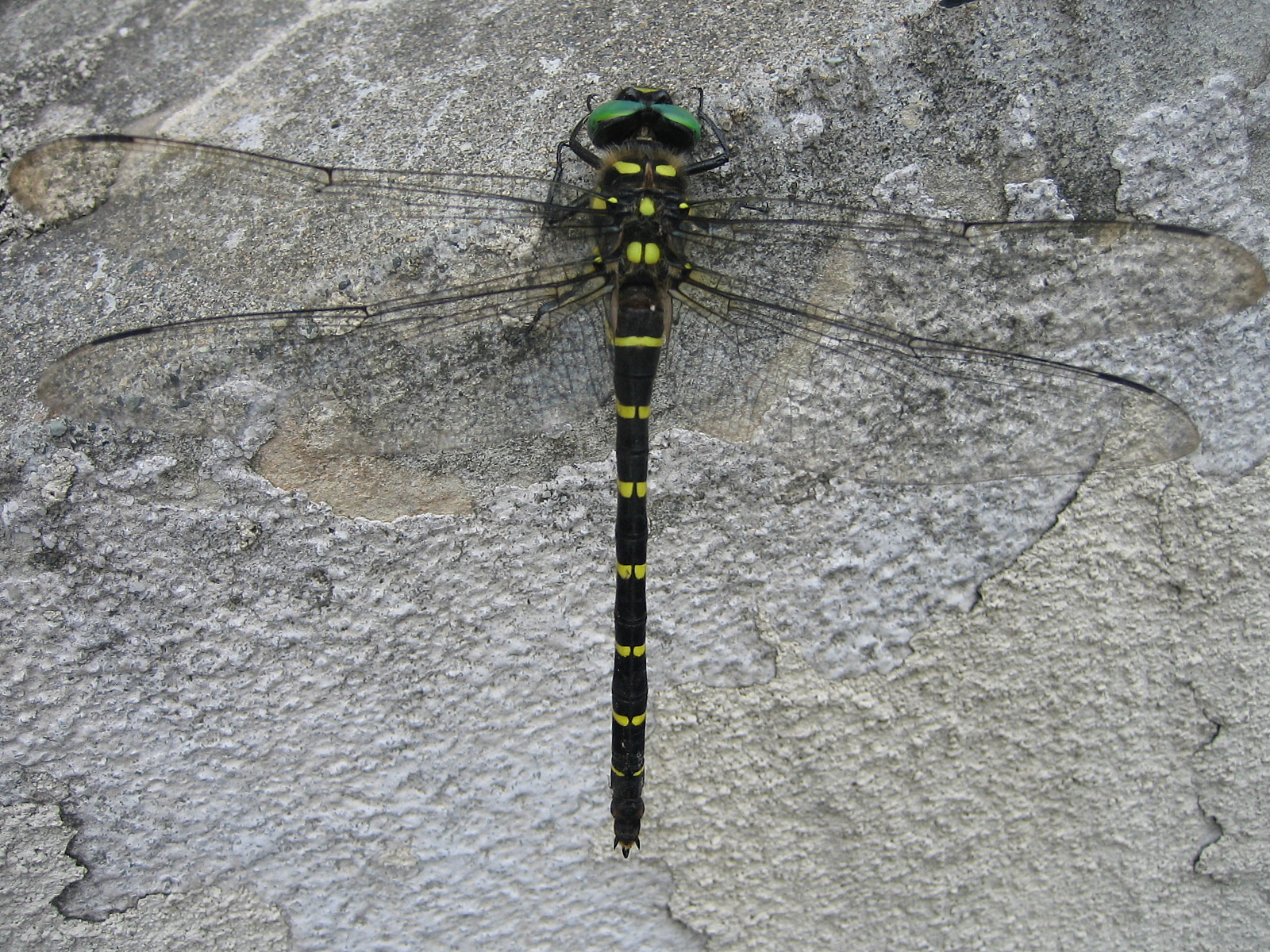
장수잠자리

## 화석
쥐라기 시대의 잠자리 화석이 종종 발견된다. 고대의 잠자리는 아니소지고프테라(Anisozygoptera)라고도 불리는 에피오필레비아속(Epiophlebia)으로 현재의 잠자리보다 매우 컸다. 다른 고대 잠자리는 메가네우라도 있다. 2007년 11월 중국에서 1억 년 전의 것으로 추정되는 잠자리 화석이 발견되기도 하였다.